# Franz Wieacker

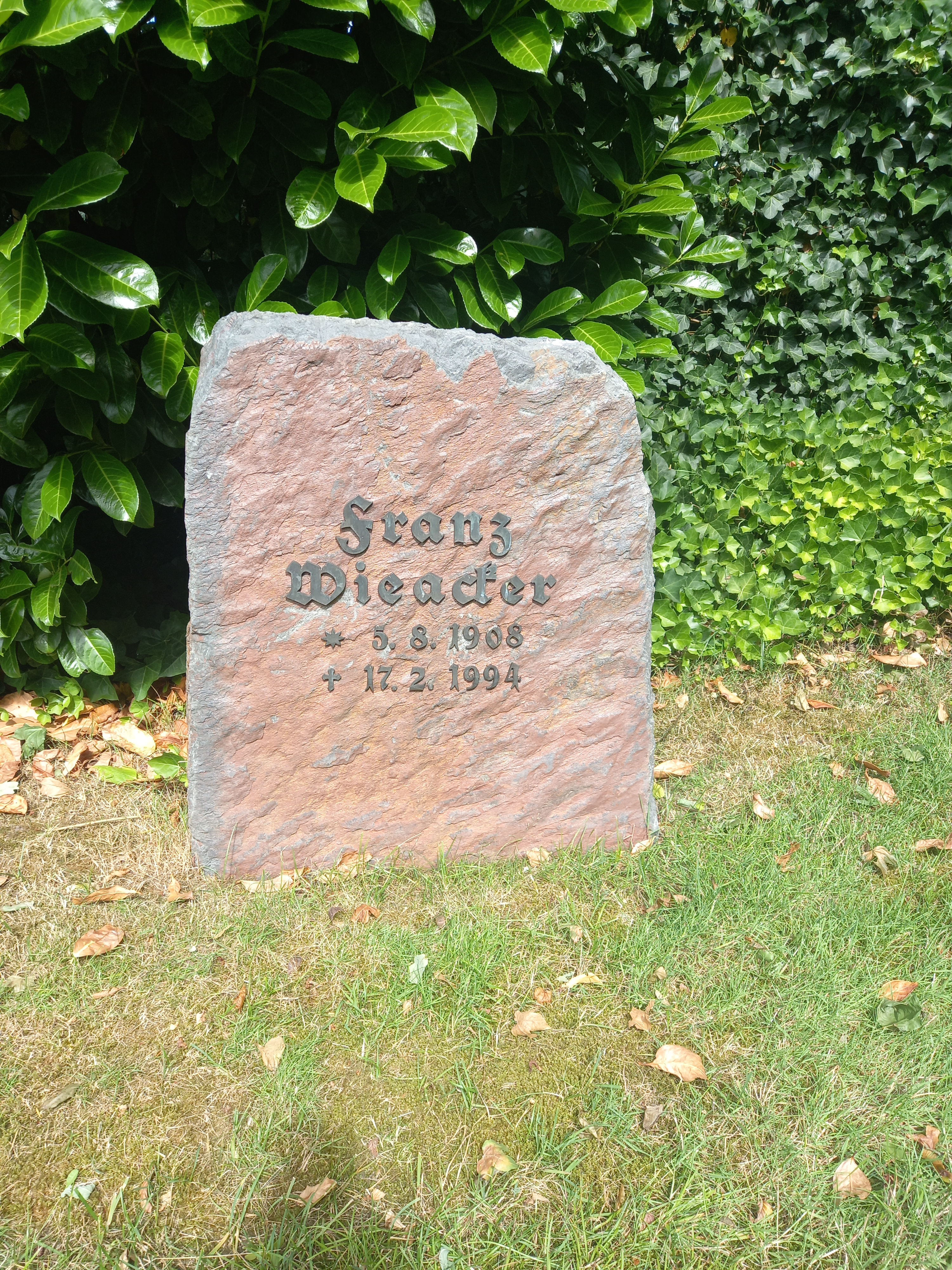
Das Grab von Franz Wieacker auf dem Privatfriedhof der Familie Zahn in Moers

Franz Wieacker (* 5. August 1908 in Stargard, Pommern; † 17. Februar 1994 in Göttingen) war ein deutscher Privatrechtler und Rechtshistoriker.

## Leben und Wirken

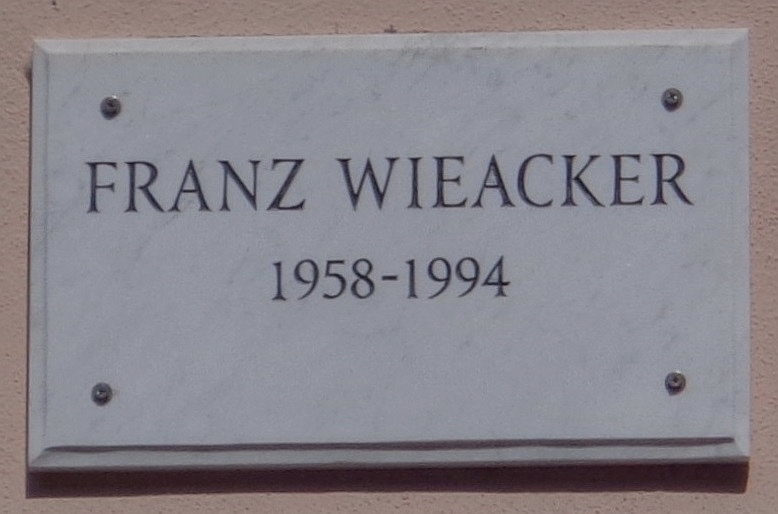
Göttinger Gedenktafel für Franz Wieacker am Michaelishaus

Wieackers Eltern waren Franz Wieacker, später Präsident des Landgerichts Stade, und dessen Ehefrau Johanna, geb. Ostendorf, aus Schleswig. Wieacker besuchte eine Schule in Weilburg und das Athenaeum in Stade. Nach dem Abitur am Ernestinum Celle studierte er Rechtswissenschaft an der Eberhard Karls Universität Tübingen. 1926 wurde er Mitglied des  Corps Rhenania Tübingen, dem er zeitlebens eng verbunden blieb. Als Inaktiver wechselte er an die Ludwig-Maximilians-Universität München und die Georg-August-Universität Göttingen.
Nach dem Referendarexamen folgte er 1929 seinem Lehrer Fritz Pringsheim an die Albert-Ludwigs-Universität Freiburg. 1930 promovierte er mit einer Arbeit über Probleme der kaufrechtlichen Verfallsklausel zum Dr. iur. Von Pringsheim und Otto Lenel erfuhr er eine freirechtliche, die klassische Jurisprudenz verehrende Prägung. Auch Joseph Partsch nahm auf ihn Einfluss. Seit 1933 Privatdozent, lehrte er zwei Semester als Gastdozent an der Christian-Albrechts-Universität Kiel. Ihre juristische Fakultät sollte zu einer nationalsozialistischen Musterfakultät ausgebaut werden. In das Umfeld dieser Kieler Schule gehört auch Wieacker. Er war Mitglied der NSDAP und des Nationalsozialistischen Deutschen Dozentenbunds. Weiterhin war er seit 1937 Mitglied der von Hans Frank gegründeten nationalsozialistischen Akademie für Deutsches Recht. Er saß im Ausschuss Jugendstrafrecht und beteiligte sich während des Zweiten Weltkriegs an der Aktion Ritterbusch.
Die Universität Leipzig berief Wieacker 1937 als außerordentlichen Professor und 1939 als ordentlichen Professor. Nach dem Kriegsdienst und wenigen Monaten Kriegsgefangenschaft übernahm er zum Wintersemester 1945 einen Lehrauftrag in Göttingen. 1948 wurde er Professor für Römisches Recht, Bürgerliches Recht und Neuere Privatrechtsgeschichte an der Universität Freiburg. 1953 wechselte er auf einen Lehrstuhl in Göttingen. Dort wurde er 1973 emeritiert. Mit einem kleinen Teleskop frönte er der Astronomie. Beim Trauergottesdienst in der St.-Nikolai-Kirche in Göttingen am 24. Februar 1994 hielten Lothar Perlitt und Okko Behrends Trauerreden.
In der Nachkriegszeit gehörte Wieacker zu den führenden deutschen Rechtsgelehrten. Wieacker arbeitete leidenschaftlich auf dem Gebiet der Geschichte der klassischen bis spätantiken Juristenschriften, deren Textstufen er rekonstruierte. 1960 erschien dazu sein Werk Textstufen klassischer Juristen. Zu weiteren wichtigen Werken zählen Privatrechtsgeschichte der Neuzeit unter besonderer Berücksichtigung der deutschen Entwicklung (1952), das lange die unübertroffene Gesamtdarstellung der rechtsgeschichtlichen Disziplin war und die (unvollendete) Römische Rechtsgeschichte.

## Ehrungen
Wieacker war Ehrendoktor der Universitäten Barcelona, Freiburg, Glasgow und Uppsala. 1969 wurde er in den Orden Pour le Mérite aufgenommen. Außerdem war er Träger des Großen Verdienstkreuzes der Bundesrepublik Deutschland mit Stern, des Großen Verdienstkreuzes des Niedersächsischen Verdienstordens und Träger des italienischen Premio Feltrinelli (1985). Die Stadt Göttingen verlieh ihm die Ehrenbürgerwürde und ehrte ihn zum 100. Geburtstag mit einer Gedenktafel am Michaelishaus, dem ehemaligen Sitz von Wieackers Institut für Römisches und Gemeines Recht, die von Christine Langenfeld enthüllt wurde.

## Schriften (Auswahl)
- Privatrechtsgeschichte der Neuzeit unter besonderer Berücksichtigung der deutschen Entwicklung. Vandenhoeck u. Ruprecht, Göttingen 1952, weitere Aufl. 1967, 1996, 2016.
- Textstufen klassischer Juristen. Vandenhoeck u. Ruprecht, Göttingen 1960.
- Kleine juristische Schriften. Eine Sammlung zivilrechtlicher Beiträge aus den Jahren 1932–1986. Hrsg. von Malte Diesselhorst, Schwartz, Göttingen 1988, ISBN 978-3-509-01480-8.
- Römische Rechtsgeschichte. Quellenkunde, Rechtsbildung, Jurisprudenz und Rechtsliteratur. 2 Bde. (= Handbuch der Altertumswissenschaft, Abt. 10, Teil 3);
  - Abschnitt 1: Einleitung, Quellenkunde, Frühzeit und Republik, Beck, München 1988, ISBN 978-3-406-32987-6.
  - Abschnitt 2: Die Jurisprudenz vom frühen Prinzipat bis zum Ausgang der Antike im weströmischen Reich und die oströmische Rechtswissenschaft bis zur justinianischen Gesetzgebung. Ein Fragment. Aus dem Nachlass von Franz Wieacker. Hrsg. von Joseph Georg Wolf. Mit einer Bibliographie von Ulrich Manthe. Unter Mitarb. von Marius Bolten, Beck, München 2006, ISBN 978-3-406-33928-8.
- Zivilistische Schriften (1934–1942). Hrsg. von Christian Wollschläger. Klostermann, Frankfurt am Main 2000, ISBN 978-3-465-03110-9.